# 2191 Uppsala
A 2191 Uppsala (ideiglenes jelöléssel 1977 PA1) a Naprendszer kisbolygóövében található aszteroida. Claes-Ingvar Lagerkvist fedezte fel 1977. augusztus 6-án.